# Weiyuan (köping i Kina)
Weiyuan (kinesiska: 威远, 威远镇) är en köping i Kina. Den ligger i provinsen Guizhou, i den sydvästra delen av landet, omkring 70 kilometer söder om provinshuvudstaden Guiyang. Antalet invånare är 14360. Befolkningen består av 7 039 kvinnor och 7 321 män. Barn under 15 år utgör 25,0 %, vuxna 15-64 år 63 %, och äldre över 65 år 11,0 %.